# 哈普萨卢 (市镇)
哈普萨卢市是爱沙尼亚莱内县的一个城市型市镇。市镇面积为272平方公里，2021年时人口数量为12,999人。

## 行政管理
2017年爱沙尼亚行政改革后，原哈普萨卢市和里达拉市镇合并成新的哈普萨卢城市型市镇。
新的哈普萨卢市镇包括非独立市哈普萨卢、两个小镇和56个村庄。